# Calmar, Iowa
Calmar är en ort i Winneshiek County, Iowa, USA. Den är uppkallad efter den svenska staden Kalmar.